# Атья, Майкл
Сэр Майкл Фрэ́нсис Атья́ (англ. Michael Francis Atiyah; 22 апреля 1929, Лондон — 11 января 2019) — британский математик. Доктор философии (1955), профессор Оксфорда (1963—1969, 1973—1990). Президент Лондонского королевского общества (1990—1995; член с 1962) и Королевского общества Эдинбурга (2005—2008), ректор Лестерского университета (1995—2005). Почётный профессор Эдинбургского университета (с 1997), член многих академий и удостоен многих отличий, в частности лауреат Филдсовской премии (1966) и премии Абеля (2004). 
Член Леопольдины (1977), иностранный член Национальной академии наук США и Французской академии наук (обеих — с 1978), Американского философского общества (1991), Российской академии наук (1994). Рыцарь-бакалавр (1983).
Виднейший математик своего времени.

## Биография
Родился в семье ливанского писателя Эдуарда Атьи православного вероисповедания и шотландки. В 1934—1941 годах посещал начальную школу в Хартуме (Судан), в 1941—1945 годах — Виктория-колледж в Каире. Затем вернулся в Англию и обучался в школе Манчестера. В 1947 году поступил в кембриджский Тринити-колледж, а в 1955 году, под руководством Вильяма Ходжа, защитил диссертацию на тему Some Applications of Topological Methods in Algebraic Geometry.
30 июля 1955 года Атья женился на Лили Браун, с которой имел троих сыновей.
До 1963 года преподавал в Кембриджском университете, после чего получил престижную должность Савилиановского профессора геометрии в Оксфордском университете. Он оставался в последнем до 1990 года — с перерывом на 1955—1956 и 1969—1972 годы, когда являлся профессором Института перспективных исследований. Затем вернулся в Кембридж.
В 1995—2005 годах — ректор Лестерского университета. Позднее — почётный профессор Эдинбургского университета.
Являлся президентом Лондонского математического общества (1974—1976), Лондонского королевского общества (1990—1995, член с 1962) и Королевского общества Эдинбурга (2005—2008), а также Пагуошского движения учёных (1997—2002). В 1983 году стал одним из 42 членов-основателей Академии наук стран третьего мира — ныне Всемирной академии наук (TWAS). Являлся членом Британской гуманистической ассоциации. Подписал «Предупреждение учёных человечеству» (1992).
На сайте Американского философского общества о нём указывается: «один из величайших математиков своего времени, он внёс фундаментальный вклад во многие области математики, и в особенности в топологию, геометрию и анализ».

## Математические работы
Работы Атьи, написанные до 1958 года, посвящены в основном алгебраической геометрии. В 1954 году он был награждён премией Смита за применение языка теории пучков к исследованию линейчатых поверхностей. Во время своего пребывания в Принстоне он классифицировал векторные расслоения над эллиптической кривой, показав, что любое такое расслоение раскладывается в прямую сумму неприводимых.
Основные работы относятся к алгебраической топологии, в которых под влиянием работ Александра Гротендика и в сотрудничестве с Фридрихом Хирцебрухом создал {\displaystyle K}-теорию, отказавшись от обычных когомологий как основного гомотопического инварианта и заменив их так называемым {\displaystyle K}-функтором (построив первый пример обобщённой теории когомологий). При помощи {\displaystyle K}-теории вместе с Раулем Боттом доказал теорему Атьи — Ботта о неподвижной точке, и вместе с Изадором Зингером теорему об индексе эллиптического оператора, которая решила проблему, поставленную ещё Израилем Гельфандом в начале 1950-х годов. Эта теорема способствовала обнаружению новых связей между топологией и теорией дифференциальных уравнений, благодаря ей появился новый раздел топологии — теория индекса. Также Атья и Ботт обобщили классические результаты Ивана Петровского о гиперболических уравнениях в частных производных.
Многие работы учёного, написанные после 1977 года, посвящены математической физике, особенно важны его работы в области калибровочных полей. В частности, совместно с другими авторами, описал все возможные инстантоны в четырёхмерном евклидовом пространстве.
Во второй половине 2010-х годов несколько раз заявлял о нахождении неожиданно простых решений известных математических проблем, так, в сентябре 2018 года сообщил о доказательстве гипотезы Римана, однако заявления учёного были встречены математическим сообществом с молчаливым скепсисом.
Среди учеников наиболее известны Саймон Дональдсон, Джордж Люстиг и Найджел Хитчин.

## Награды и отличия
- Премия Смита[англ.] (1954)
- Филдсовская премия (1966)
- Королевская медаль (1968)
- Бейкеровская лекция (1975)
- Мемориальная лекция Соломона Лефшеца (1976)
- Медаль де Моргана (1980)
- Премия Фельтринелли (1981)
- Международная премия короля Фейсала (1987)
- Медаль Копли (1988)
- Гиббсовская лекция (1991)
- Медаль Бенджамина Франклина[нем.] (1993)
- Чернский приглашенный профессор (1996)
- Шрёдингеровская лекция (Имперский колледж Лондона) (1997)
- Эйлеровская лекция (2002)
- Абелевская премия (2004, совместно с И. Зингером)[22]
- Кельвиновская лекция (2006)
- Большая медаль Французской академии наук (2010).

Кавалер британского ордена Заслуг (1992). В 1983 году королевой Елизаветой II посвящён в рыцари.
Почётный иностранный член Американской академии искусств и наук (1969). Иностранный член НАН Украины (1992), Академии наук Грузии (1996). С 2012 года является фелло Американского математического общества.
Член Норвежской академии наук и литературы (2001), Шведской королевской академии наук (1972), Австралийской академии наук (1992), Индийской национальной академии наук (1993), Венесуэльской академии наук (1997), Академии деи Линчеи (1999), Европейской академии (1988). Почётный член Ирландской королевской академии (1979).

## Книги на русском языке
- Атья М. Лекции по K-теории. — М.: Иностранная литература, 1967. — 261 с.
- Атья М., Макдональд И. Введение в коммутативную алгебру. — М.: Мир, 1972. — 160 с.
- Атья М., Хитчин Н. Геометрия и динамика магнитных монополей. — М.: ИО НФМИ, 1998. — 148 с. — ISBN 5-80323-197-5.
- Атья М., Дональдсон С., Хитчин Н. и др. Монополи: топологические и вариационные методы. — М.: Мир, 1989. — 584 с. — ISBN 5-03-001189-7.
- Атья М. Геометрия и физика узлов. — М.: Мир, 1995. — 192 с. — ISBN 5-03-002892-7.